# Districte de Marsyas
Marsyas fou el nom d'un districte de Celesíria esmentat per Estrabó, que era al costat d'Iturea, i que tenia per capital a Chalcis (Calcis), i diu que Iturea i Marsyas eren governades per Ptolemeu fill de Mennaeus. Marsyas abraçava la vall de l'Orontes, des del seu naixement fins a Apamea i tenia al nord el riu Marsyas; a l'oest arribava fins a la mar Mediterrània.